# Département de General San Martín (La Rioja)
Pour les articles homonymes, voir Département de General San Martín.
Le département de General San Martín est une des 18 subdivisions de la province de La Rioja, en Argentine. Son chef-lieu est la ville de Ulapes.
Sa superficie est de 5 034 km2. Sa population s'élevait à 4 956 habitants en 2001, soit une densité de 1,1 hab./km2. Elle était estimée à 5 432 en 2007.